# Shahrestān di Kuhrang
Lo shahrestān di Kuhrang (farsi شهرستان کوهرنگ) è uno dei 7 shahrestān della provincia di Chahar Mahal e Bakhtiari, in Iran. Il capoluogo è Chelgerd. Lo shahrestān è suddiviso in 2 circoscrizioni (bakhsh):
- Centrale (بخش مرکزی)
- Bazaft (بخش بازفت)